# Schwarzenbach (Antdorf)
Schwarzenbach ist ein Gemeindeteil der oberbayerischen Gemeinde Antdorf im Landkreis Weilheim-Schongau. Die Einöde Schwarzenbach gehörte zur ehemaligen Gemeinde Frauenrain.

## Sehenswürdigkeiten
- Wegkapelle